# Communauté de communes Grand Orb
La Communauté de communes Grand Orb es una estructura intermunicipal francesa, situada en el departamento de Hérault y la región Occitania.

## Composición
La Communauté de communes Grand Orb se compone de 24 municipios:
1. Bédarieux
2. Les Aires
3. Avène
4. Brenas
5. Le Bousquet-d'Orb
6. Camplong
7. Carlencas-et-Levas
8. Ceilhes-et-Rocozels
9. Combes
10. Dio-et-Valquières
11. Graissessac
12. Hérépian
13. Joncels
14. Lamalou-les-Bains
15. Lunas
16. Pézènes-les-Mines
17. Le Poujol-sur-Orb
18. Le Pradal
19. Saint-Étienne-Estréchoux
20. Saint-Geniès-de-Varensal
21. Saint-Gervais-sur-Mare
22. Taussac-la-Billière
23. La Tour-sur-Orb
24. Villemagne-l'Argentière